# We Love You
"We Love You" is een nummer van de Britse rockband The Rolling Stones uit 1967.
Het nummer is geschreven door Mick Jagger en Keith Richards en werd in de zomer van 1967 op single uitgebracht met "Dandelion" als B-kant. In de Verenigde Staten was "Dandelion" de A-kant en "We Love You" de B-kant van de single.
Het nummer is geschreven om de fans te bedanken voor hun steun na de arrestaties wegens drugsbezit van zowel Jagger en Richards. Op de opname zingen John Lennon en Paul McCartney achtergrondzang. Het wordt beschouwd als een van de meest experimentele nummers van de Rolling Stones, met geluidseffecten, lagen vocale overdubs en een prominente mellotron-partij gespeeld door Brian Jones. De twee nummers van de single waren de laatste nummers met bandmanager Andrew Loog Oldham als producent.
Het nummer behaalde de achtste plek in de UK Singles Chart en de vijftigste in de Billboard Hot 100. In de Nederlandse Top 40 stond het nummer twee weken op nummer één.

## Hitnoteringen

### Nederlandse Top 40
| Hitnotering: 02-09-1967 t/m 18-11-1967 | Hitnotering: 02-09-1967 t/m 18-11-1967 | Hitnotering: 02-09-1967 t/m 18-11-1967 | Hitnotering: 02-09-1967 t/m 18-11-1967 | Hitnotering: 02-09-1967 t/m 18-11-1967 | Hitnotering: 02-09-1967 t/m 18-11-1967 | Hitnotering: 02-09-1967 t/m 18-11-1967 | Hitnotering: 02-09-1967 t/m 18-11-1967 | Hitnotering: 02-09-1967 t/m 18-11-1967 | Hitnotering: 02-09-1967 t/m 18-11-1967 | Hitnotering: 02-09-1967 t/m 18-11-1967 | Hitnotering: 02-09-1967 t/m 18-11-1967 | Hitnotering: 02-09-1967 t/m 18-11-1967 | Hitnotering: 02-09-1967 t/m 18-11-1967 |
| Week                                   | 1                                      | 2                                      | 3                                      | 4                                      | 5                                      | 6                                      | 7                                      | 8                                      | 9                                      | 10                                     | 11                                     | 12                                     |                                        |
| -------------------------------------- | -------------------------------------- | -------------------------------------- | -------------------------------------- | -------------------------------------- | -------------------------------------- | -------------------------------------- | -------------------------------------- | -------------------------------------- | -------------------------------------- | -------------------------------------- | -------------------------------------- | -------------------------------------- | -------------------------------------- |
| Nummer                                 | 7                                      | 2                                      | 2                                      | 1                                      | 1                                      | 2                                      | 2                                      | 4                                      | 6                                      | 13                                     | 21                                     | 35                                     | uit                                    |

### Parool Top 20
| Hitnotering: 02-09-1967 t/m 04-11-1967 | Hitnotering: 02-09-1967 t/m 04-11-1967 | Hitnotering: 02-09-1967 t/m 04-11-1967 | Hitnotering: 02-09-1967 t/m 04-11-1967 | Hitnotering: 02-09-1967 t/m 04-11-1967 | Hitnotering: 02-09-1967 t/m 04-11-1967 | Hitnotering: 02-09-1967 t/m 04-11-1967 | Hitnotering: 02-09-1967 t/m 04-11-1967 | Hitnotering: 02-09-1967 t/m 04-11-1967 | Hitnotering: 02-09-1967 t/m 04-11-1967 | Hitnotering: 02-09-1967 t/m 04-11-1967 | Hitnotering: 02-09-1967 t/m 04-11-1967 |
| Week                                   | 1                                      | 2                                      | 3                                      | 4                                      | 5                                      | 6                                      | 7                                      | 8                                      | 9                                      | 10                                     |                                        |
| -------------------------------------- | -------------------------------------- | -------------------------------------- | -------------------------------------- | -------------------------------------- | -------------------------------------- | -------------------------------------- | -------------------------------------- | -------------------------------------- | -------------------------------------- | -------------------------------------- | -------------------------------------- |
| Nummer                                 | 3                                      | 1                                      | 1                                      | 1                                      | 1                                      | 2                                      | 2                                      | 4                                      | 8                                      | 12                                     | uit                                    |

### NPO Radio 2 Top 2000
| Nummer met noteringen in de NPO Radio 2 Top 2000 | '99  | '00  | '01 | '02  | '03  | '04  | '05  | '06  | '07 | '08  |
| ------------------------------------------------ | ---- | ---- | --- | ---- | ---- | ---- | ---- | ---- | --- | ---- |
| We Love You                                      | 1356 | 1045 | -   | 1337 | 1663 | 1797 | 1772 | 1903 | -   | 1928 |

1. ↑  Een '-' betekent dat het nummer niet was genoteerd en een vetgedrukt getal geeft de hoogste notering aan.
2. ↑  Deze tabel is bijgewerkt tot en met de laatste editie (2024).